# Castlepollard
Castlepollard (irisch Baile na gCros, englisch Ballinagross oder irisch Cionn Toirc, englisch Kinturk) ist eine größere Ortschaft im Norden des Countys Westmeath, Provinz Leinster, in der Republik Irland.

## Ortsname
Castlepollard liegt westlich des Lough Lene und nordöstlich des Lough Derravaragh und der County-Hauptstadt Mullingar. Der Name ist von einer Befestigung abgeleitet, die von Nicholas Pollard, Captain der Englischen Armee, zu Beginn des 17. Jahrhunderts erbaut wurde. Die irischen Namen sind Baile na gCros („Stadt der Kreuze“, anglisiert Ballinagross), aber auch Cionn Toirc („Eber-Kopf“, anglisiert Kinturk). Heute wird unter Kinturk Demesne der südliche Ortsbereich verstanden.

## Geschichte
Während des Neunjährigen Krieges kam Captain Nicholas Pollard 1597 aus Devonshire nach Irland. Unter dem Oberkommando von Robert Devereux, 2. Earl of Essex kämpfte er gegen die Irische Armee unter Aodh Mór Ó Néill, 2. Earl of Tyrone. Nach dem Krieg erhielt er im Zuge der Plantations einen Landbesitz übereignet. Das fruchtbare Gebiet von Cionn Torc (Kinturk) wurde ihm von Königin Elisabeth I. in capite („als Erstem seines Stammes“) verliehen. Dort erbaute er sich eine kleine Festungsanlage, die er Castle Pollard nannte. Sein ältester Sohn Walter Pollard wurde 1692 High Sheriff of Roscommon (oberster Repräsentant der Justiz der britischen Krone im County). In dieser Zeit entwickelte sich der Ort schnell, erhielt das wöchentliche Marktrecht und die Erlaubnis zu einem vierteljährlichen Kirchweihfest. Die Nachkommen der Familie lebten im Ortsteil Kinturk Demesne bis ins frühe 20. Jahrhundert.
Auf den Hügeln rund um den Ort befinden sich einige Ringforts, wovon besonders Randoon, eine Befestigung aus der Wikingerzeit südwestlich des Lough Lene, von archäologischer Bedeutung ist.

## Ortsbild
Der gut erhaltene historische Ortskern wird heute von Bauten aus der Zeit der Georgianischen Architektur gesäumt, die im frühen 19. Jahrhundert renoviert wurden. Auf einem dreieckigen Platz befindet sich eine Skulptur, die die lokale Legende des Lough Derravaragh, Oidheadh Chlainne Lir („Die Geschichte der Kinder Lirs“), darstellt.

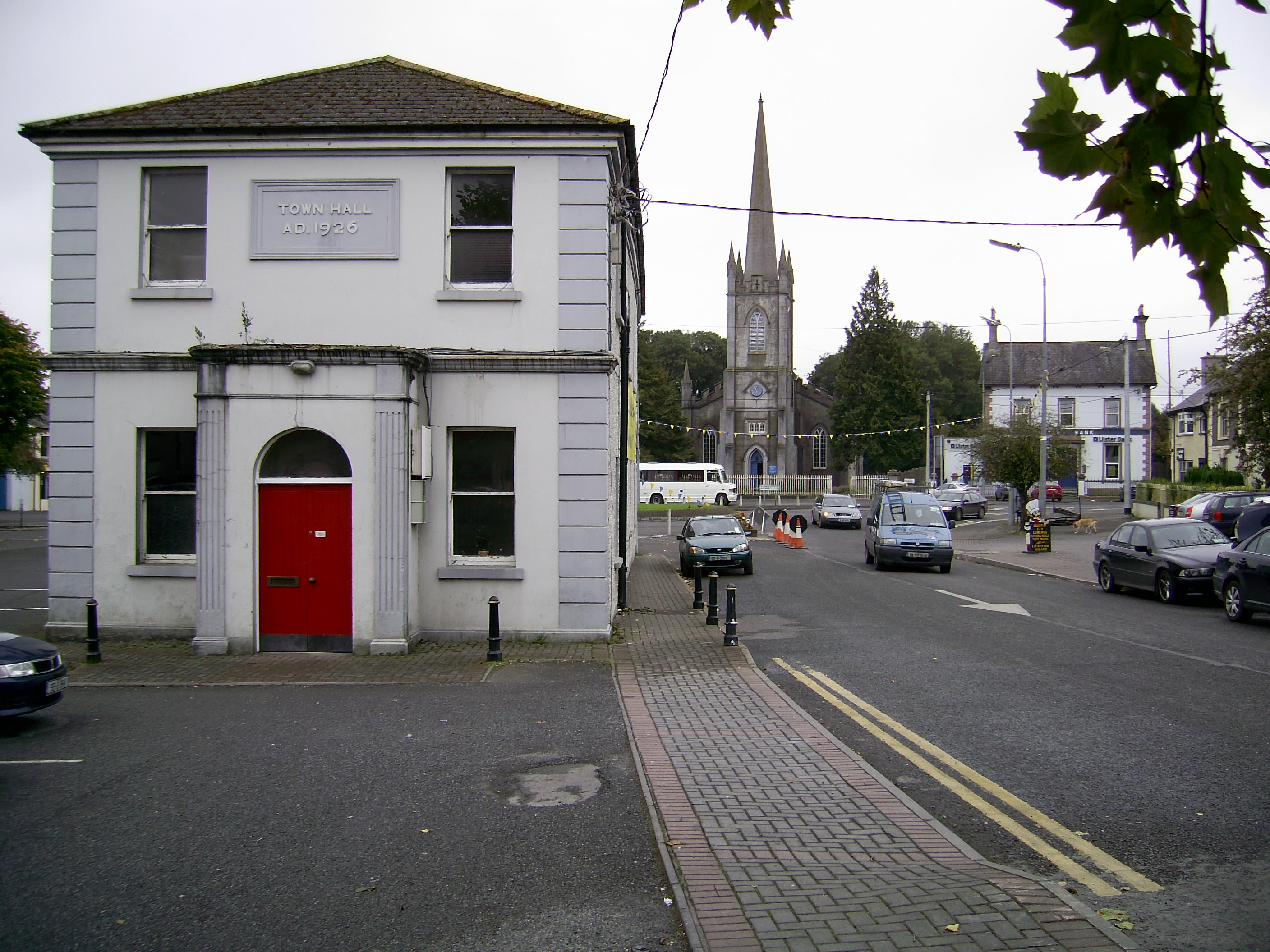
Rathaus und katholische Kirche

In Castlepollard gibt es eine römisch-katholische Kirche und eine der Church of Ireland. Kintuck House, das georgianische Wohnhaus der Pollards dient seit 1935 als christliches Hospiz, das von den Sacred Heart Sisters betreut wird und viele Jahre auch als Armenasyl diente.
Während des Irischen Unabhängigkeitskrieges wurde von der Irish Republican Army (IRA) die Kaserne der Royal Irish Constabulary (RIC) zerstört, die daraufhin ins Gerichtsgebäude übersiedelte. Ab 1921 gab es weitere Anschläge, denen auch die Markthalle zu Opfer fiel; nach ihrem Wiederaufbau 1926 dient sie nun als Feuerwehrstation. In der Mullingar Road entstanden ein Regionalbüro des Westmeath County Council und 2004 das neue Schulgebäude des Castlepollard Community College.
Eine Formteil-Herstellungsfirma ist der wichtigste Arbeitgeber der Stadt, die auch einige kleine Geschäfte, diverse Pubs und ein Hotel besitzt.

## Sport
Das Hurling-Team Lough Lene Gaels vertritt die beliebteste Sportart der Region.
Im Ort gibt es den Castlepollard Celtic Football Club, gegründet 2004, er spielt in der Athlone & District Schoolboys League und seit 2009 in der Longford & District Schoolboys/girls League from Under 7's to Under 16's. Der Club hat rund 200 aktive Mitglieder und spielt auf dem Sportplatz des Castlepollard Community College.

## Tullynally Castle

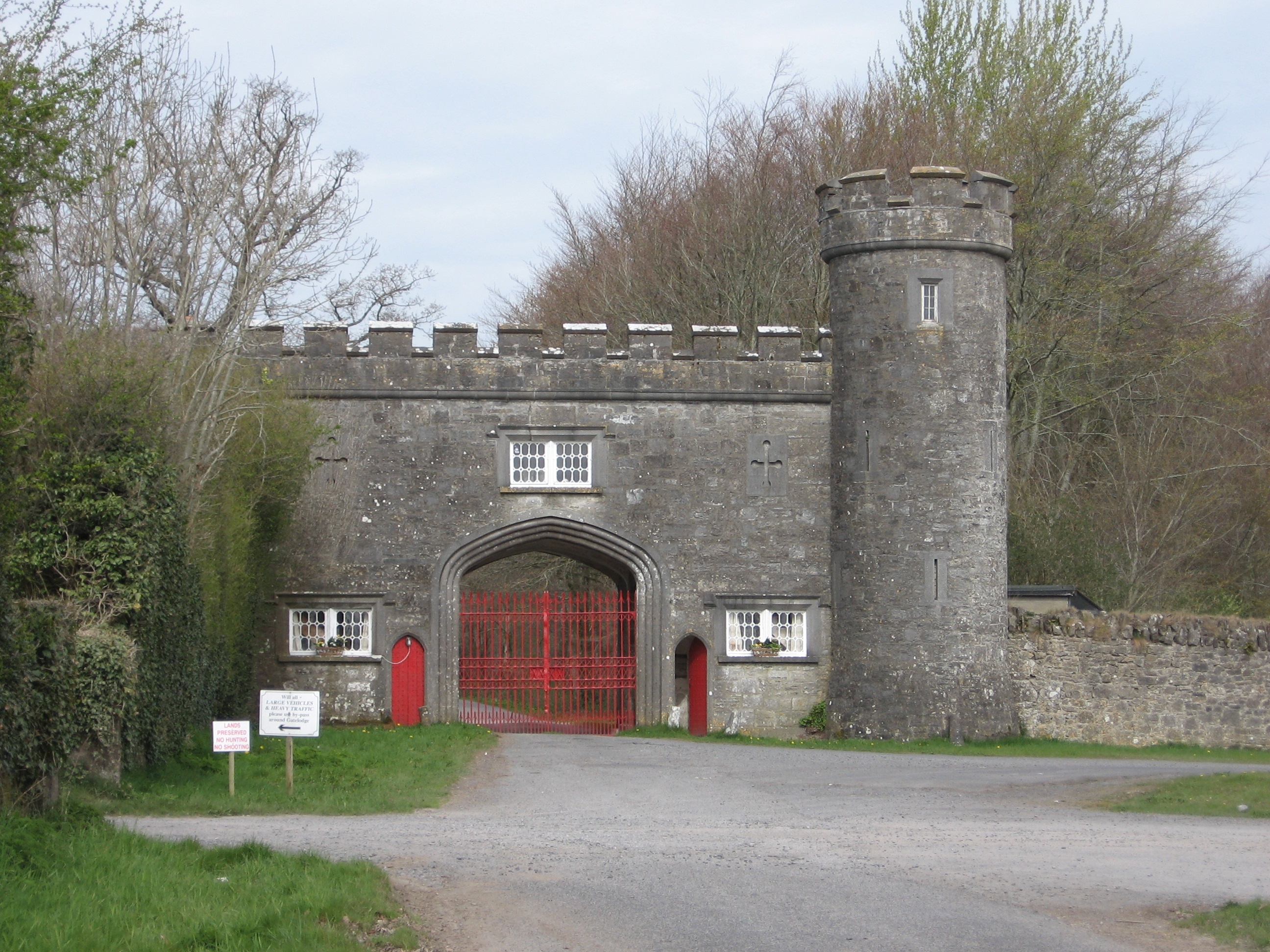
Toranlage (Gate Lodge)

Westlich von Castlepollard befindet sich in 2 km Entfernung Tullynally Castle (auch Pakenham Hall genannt, irisch Caisleán Thulaigh an Eallaigh) der Sitz der Familie Pakenham, später zu Earls of Longford erhoben. Um 1655 als Burg errichtet, wurde es um 1730 in ein georgianisches Schlossgebäude und danach im neugotischen Stil umgebaut. Die Schlossherrin Catherine Pakenham (1773–1831) war die Gattin von Arthur Wellesley, 1. Duke of Wellington, dem Sieger in der Schlacht bei Waterloo.
Die Beschreibung des nach wie vor im Privatbesitz befindlichen Schlosses durch The Irish National Inventory of Architectural Heritage lautet:
„… a magnificent sprawling castle, with a picturesque skyline of turrets, pinnacles, battlements and tall Tudoresque chimneystacks … The attention to detail displayed throughout and the quality of the workmanship is outstanding and Tullynally Castle is, without question, a hugely significant structure of national importance.“
Ein Garten mit 12 ha Ausdehnung wurde im 18. Jahrhundert angelegt. Zwei künstliche Seen, eine Grotte aus Kalkstein vom Lough Derravaragh, ein Chinesischer Garten mit Pagode und ein Tibetanischer Garten mit künstlichen Wasserfällen, sowie Holzplastiken aus den gewachsenen Bäumen zieren den woodland garden (Naturpark); eine Alle von 200 Jahre alten irischen Eiben ist der Blickpunkt des walled garden (eingefriedeter Garten). Im Frühling und Sommer ist der Park für Publikum geöffnet.
Der derzeitige 8. Earl of Longford, Thomas Pakenham, ist ein bekannter Historiker und Baumfachmann, er ist Chairman der Irish Tree Society.

## Persönlichkeiten
- Michael Kennedy (1897–1965), Politiker
- Peter Kelly (1944–2019), Politiker
- Donie Cassidy (* 1945), Politiker
- Paul Gogarty (* 1968), Politiker